# Marco Cecchinato
Marco Cecchinato (ur. 30 września 1992 w Palermo) – włoski tenisista, reprezentant kraju w Pucharze Davisa.

## Kariera tenisowa
W marcu 2008 rozpoczął karierę juniorską, a rok później zadebiutował w rozgrywkach rangi ITF.
W maju 2012, dzięki otrzymaniu dzikiej karty, wystąpił w kwalifikacjach turnieju ATP World Tour Masters 1000 w Rzymie. Rok później po raz pierwszy wystąpił w drabince głównej turnieju rangi ATP World Tour – po pomyślnym przejściu kwalifikacji, przegrał w 1. rundzie imprezy w Nicei z Fabiem Fogninim. Trzy miesiące później triumfował w turnieju ATP Challenger Tour w San Marino, a w maju 2015 odniósł zwycięstwo podczas imprezy w Turynie. We wrześniu 2015 po raz pierwszy wystąpił w turnieju głównym Wielkiego Szlema, przegrywając w 1. rundzie US Open z Mardym Fishem 7:6(5), 3:6, 1:6, 3:6. W styczniu 2016 pomyślnie przeszedł przez kwalifikacje Australian Open, a w 1. rundzie turnieju głównego przegrał z Nicolasem Mahutem 6:4, 2:6, 2:6, 2:6.
W lipcu 2016 roku został zdyskwalifikowany na 18 miesięcy i zobowiązany do zapłaty 40 000 euro kary za ustawienie spotkania z Kamilem Majchrzakiem z poprzedniego sezonu oraz czerpanie korzyści finansowych z gry w internetowych zakładach bukmacherskich. Włoch jednak odwoływał się od kar (nadal występując w turniejach), a ostatecznie w grudniu 2016 został oczyszczony z zarzutów, ponieważ dowody w jego sprawie zostały zdobyte niezgodnie z prawem.
Pod koniec kwietnia 2018 tenisista włoski, jako szczęśliwy przegrany, wygrał rywalizację w cyklu ATP World Tour w Budapeszcie, po finale z Johnem Millmanem. W czerwcu Włoch został półfinalistą French Open 2018. Rywalizację rozpoczął od pokonania w pięciu setach Mariusa Copila. W trzeciej rundzie wyeliminował w czterech setach Pabla Carreño-Bustę (nr 11. ATP), a w kolejnym meczu Davida Goffina (nr 8. ATP). Ćwierćfinałową rywalizację z Novakiem Đokoviciem na Court Philippe Chatrier Cecchinato również rozstrzygnął w czterech setach. Pojedynek o udział w finale zakończył się porażką Włocha w trzech setach z Dominicem Thiemem. Cecchinato stał się pierwszym włoskim tenisistą, który doszedł do półfinału Wielkiego Szlema od French Open 1978, gdy osiągnął ten wynik Corrado Barazzutti. W drugiej połowie lipca Włoch został mistrzem turnieju w Umagu, a finał zakończył wynikiem 6:2, 7:6(4) z Guidem Pellą.
W sezonie 2019 Włoch wygrał jeden turniej ATP Tour, w połowie lutego w Buenos Aires, nie tracąc po drodze seta. W finale pokonał Diega Schwartzmana.
W październiku 2020 Cecchinato osiągnął finał zawodów w Cagliari, w którym pokonał go Laslo Đere.
Kolejny turniejowy finał zanotował w 2021 roku podczas rozgrywek w Parmie. Przegrał w nim z Sebastianem Kordą 2:6, 4:6.
Najwyżej sklasyfikowany w rankingu singlistów był na 16. miejscu (25 lutego 2019), natomiast w zestawieniu deblistów na 169. pozycji (27 czerwca 2016).

### Finały w turniejach ATP Tour
| Legenda                                      |
| -------------------------------------------- |
| Wielki Szlem                                 |
| Igrzyska olimpijskie                         |
| Tennis Masters Cup / ATP Finals              |
| ATP Masters Series / ATP Tour Masters 1000   |
| ATP International Series Gold / ATP Tour 500 |
| ATP International Series / ATP Tour 250      |

#### Gra pojedyncza (3–2)
| Końcowy wynik | Nr | Data                 | Turniej      | Nawierzchnia | Przeciwnik        | Wynik finału |
| ------------- | -- | -------------------- | ------------ | ------------ | ----------------- | ------------ |
| Zwycięzca     | 1. | 29 kwietnia 2018     | Budapeszt    | Ceglana      | John Millman      | 7:5, 6:4     |
| Zwycięzca     | 2. | 22 lipca 2018        | Umag         | Ceglana      | Guido Pella       | 6:2, 7:6(4)  |
| Zwycięzca     | 3. | 17 lutego 2019       | Buenos Aires | Ceglana      | Diego Schwartzman | 6:1, 6:2     |
| Finalista     | 1. | 18 października 2020 | Cagliari     | Ceglana      | Laslo Đere        | 6:7(3), 5:7  |
| Finalista     | 2. | 29 maja 2021         | Parma        | Ceglana      | Sebastian Korda   | 2:6, 4:6     |